# 日産・NV
NV（エヌブイ）は、かつて日産自動車が北米で製造・販売していた貨物及び乗用のフルサイズバンである。

## 概要
2010年3月10日にアメリカで開催されたNTEAワークトラックショーで発表された。2011年1月19日より北米日産キャントン工場で生産が開始され、同年春に2012年モデルとして販売が開始された。日産はこのNVで初めてフルサイズバンのカテゴリに参入した。NV以前に北米市場に投入された日産のバンはキャラバンの輸出仕様であるアーバンがあったが、販売はメキシコのみであり、アメリカ、カナダに投入される日産のバンとしては、このNVが初めてである。なおメキシコではアーバンの後継車にあたる。
プラットフォームはフルサイズ・ピックアップトラックであるタイタンと同じであるが、平らな荷台を確保するために大幅な改良が施されている。NVはフォード・Eシリーズやシボレー・エクスプレスを導入しているフリートユーザーはあまり重視しておらず、それよりも今まで積載および牽引能力と快適性の両方を備えたピックアップトラックを購入していたような請負業者や中小企業の経営者を含む個人ユーザーを販売ターゲットとしている。
ラインナップはNV CARGO（貨物）とNV PASSENGER（乗用）に別れており、このうちNV PASSENGERはNV3500のみが用意された。V8エンジン搭載車は電子制御により最高速度が161 km/hに制限されている。
すべてのモデルには、EBDおよびABS付き4輪ディスクブレーキ、運転席および助手席エアバッグ、ベルトテンショナー、電動トラクションコントロール、VDC、CDラジオ、折りたたみ可能な助手席、ボトルケージなどが装備されている。SVトリムには、パワーウィンドウ、パワードアロック、クルーズコントロール、高品質のラジオ、側壁付きカーゴコンパートメントトリムなどの追加装備が含まれている。

## ラインアップ

### NV1500
スタンダードルーフのみで、最大積載量は1,175kg。GMC/シボレーのカーゴバンと同じく「1500」の呼称を用いている。1500とは積載量を示しており、非公式に「ハーフトン」と呼ばれている。エンジンは4.0L V6エンジンが搭載される。荷室高は最大1.42mである。
SまたはSVトリムが用意され、SVにはアウトサイドミラー、17インチのスチールホイールが装備されていた。
| NV1500 |  | NV1500 |
| NV1500 |  |        |

### NV2500 HD
HDはHeavy Duty（ヘビーデューティ）の略。スタンダードルーフまたはハイルーフ。最大積載量1,425kg。GMC/シボレーのカーゴバンと同じ「2500」の呼称で、非公式に「スリークォータートン」と呼ばれている。4.0L V6エンジンが標準で、オプションで5.6L V8エンジンも選べる。ハイルーフ仕様の荷室空間は9.1m³、荷室高は1.95m。
トリムレベルはS、SV、SLで、ロールーフとハイルーフが用意された。SLはV8エンジンのみの設定。SVトリムは、1500 SVの機能に加えて、電源コンセント付きのロック可能なセンターコンソールとカーゴコンパートメントの追加120Vコンセントを特徴とし、SLトリムはクロームバンパー、グリル、ドアハンドル、17インチクロームホイールを追加した。
| NV2500 HDハイルーフバン |  | NV2500 HDハイルーフバン |
| NV2500 HDハイルーフバン |  |                         |

### NV3500 HD
ラインナップで唯一乗用モデルが設定されていた。貨物モデルにはスタンダードルーフまたはハイルーフ、乗用モデルにはスタンダードルーフのみが用意された。最大積載量は1,780kg。GMC/シボレーのカーゴバンと同じ「3500」の呼称を使用し、3500は非公式に1トンを意味する。貨物モデルは5.6L V8エンジン、17インチスチールホイールなどを装備する。
乗用モデルは4.0L V6エンジンが標準で、オプションで5.6L V8エンジンも選べる。324通りのシートアレンジが可能で、最大12人乗り。8つのエアバッグと撥水加工クロスシートなどを装備する。NVパッセンジャーの横転リスクは30.6%である。
| NV3500 HD PASSENGER |  | NV3500 HD PASSENGER |
| NV3500 HD PASSENGER |  |                     |

## 生産中止
2020年、日産は北米における商用バン事業を見直し、その他の車両については「ビジネスアドバンテージ」プログラムに置き換えることを決定した。フルサイズバン「NV」の生産は2021年半ばに終了し、年末まで販売を継続した。